# Anser erythropus
El ánsar chico  o ánsar careto chico (Anser erythropus) es una especie de ave anseriforme de la familia Anatidae propia de Eurasia. Es un ave migratoria que cría en las regiones árticas y pasa el invierno en el sureste de Europa, oriente medio y el lejano oriente.

## Descripción

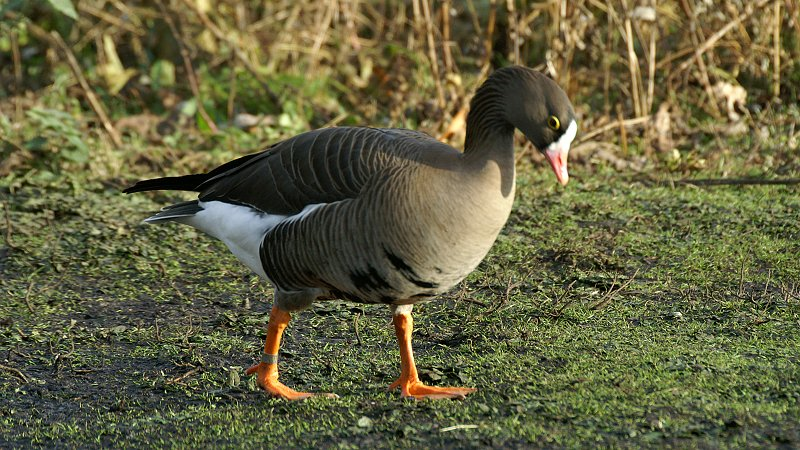
Es un ganso de pequeño tamaño.

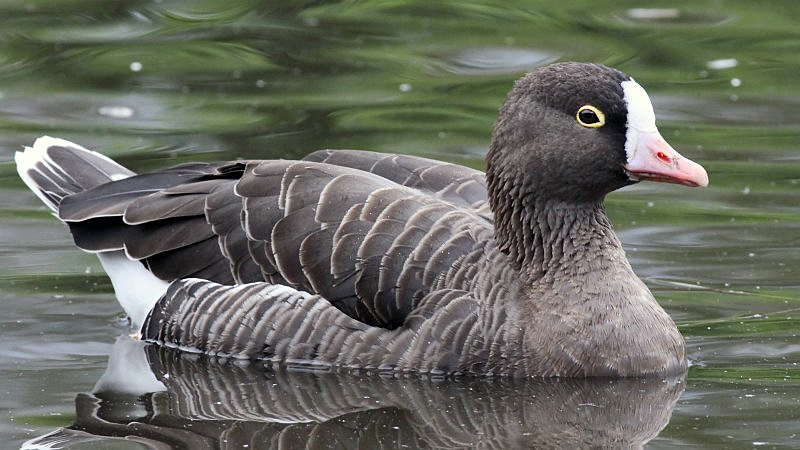
Se caracteriza por su anillo ocular amarillo y su frente blanca.

Como indica su nombre, el ánsar chico es un ganso de pequeño tamaño, con sus 53-66 cm de largo y 120-135 cm de envergadura alar, es solo algo mayor que un ánade real (Anas platyrhynchos). Tiene un aspecto muy similar a su pariente cercano el ánsar careto (Anser albifrons), aunque se diferencian fácilmente por su tamaño. Ambos tienen el plumaje de color pardo grisáceo con listado negro en las partes inferiores y la parte posterior blanca, y tienen las patas de color naranja intenso y el pico rosado. Ambos se caracterizan por tener la parte frontal del rostro blanca, aunque la mancha blanca del ánsar chico se extiende más arriba. Además los adultos de ganso chico tienen un anillo ocular amarillo del que carece el ánsar careto.

## Distribución y hábitat
Cría en la tundra de Europa y Asia, aunque escasea en la región ártica europea. Prefieren en este medio la proximidad de ríos y lagos, aunque no evitan las altas llanuras y lugares rocosos. Es un ave migratoria que vuela hacia finales de agosto y septiembre hacia el sudeste de Europa, principalmente a las regiones costeras del mar Adriático y mar Negro, oriente medio (al sur y suroeste del Caspio) y el extremo oriental de Asia (Corea, Japón y este de China).

## Comportamiento

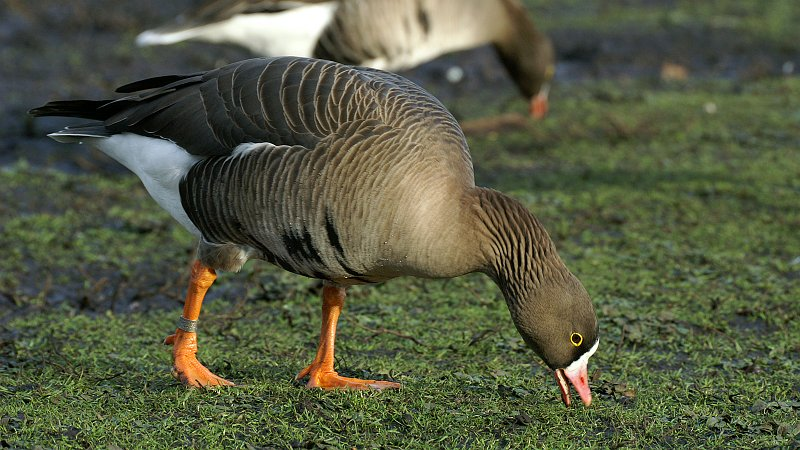
Es fitófago como otros gansos.

Este ánsar se alimenta sobre todo de partes verdes y tiernas de diversas plantas. La hembra pone cuatro o cinco huevos que incuba de 25 a 28 días. Tras la eclosión de los huevos el macho ayuda a vigilar a los pequeños en sus primeros pasos, y tardan en desarrollarse y aprender a volar unos 60 días. 

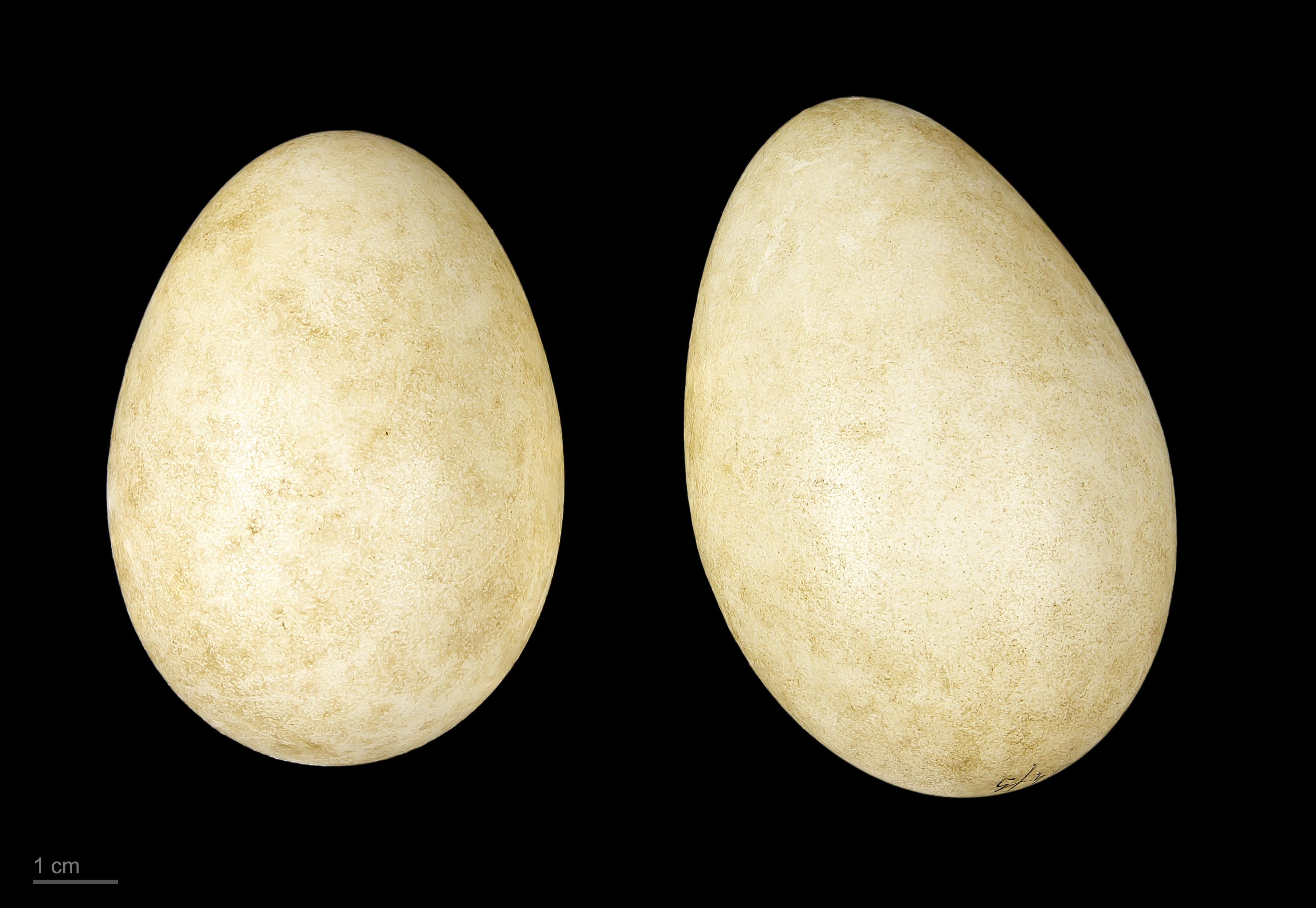
Anser erythropus - MHNT

## Conservación
El ganso chico es considerada una especie vulnerable, por lo que existen programas de reintroducción para ampliar su área de distribución. Además es una de las especies a las que se aplica en el acuerdo de conservación sobre aves acuáticas migratorias afroeurasiáticas (AEWA).
Se estima que la población de Fenoscandia es genéticamente distinta y quedan unas 20 parejas reproductoras, o entre 60–80 individuos en total como máximo. Crían en el norte de Noruega y pasan el invierno en Grecia, Hungría, Bulgaria y Turquía. Su principal lugar de escala es el parque nacional del Hortobágy, en Hungría, donde estos gansos pasan dos meses durante el otoño y uno más durante la migración primaveral.